# Українська Національна Рада Західноукраїнської Народної Республіки

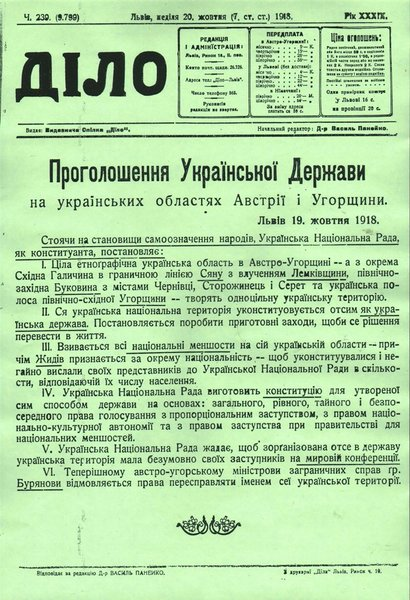
Проголошення Української Держави. Маніфест УНРади від 19 жовтня 1918 в газеті «Діло» за 20 жовтня 1918

Українська Національна Рада Західної Української Народної Республіки (УНРада) — законодавчий орган ЗУНР.

## Історія
16 жоавтня 1918 року, в умовах Першої світової війни та глибокої кризи Австро-Угорської імперії, імператор Карл I видав маніфест «Моїм вірним австрійським народам!» (нім. Völkermanifest), який проголошував федералізацію імперії та надання національним народам права на самовизначення. Цей акт, попри його запізнілий характер, став каталізатором для активізації українського національного руху. 
Українська Національна Рада постала 18-19 жовтня 1918 для втілення права на самовизначення українських земель Австро-Угорської монархії, яка розпадалась, після проведеної у Львові у приміщенні Народного Дому конституанти — представницького зібрання (близько 500 осіб).
До її складу входили всі українські депутати обох австрійських палат (Палати послів і Палати Панів), крайових сеймів Галичини й Буковини, представники єпископату, по три представники українських партій з цих земель; крім того, кооптовано видатніших непартійних фахівців, представників молоді, проведено вибір від повітів та міст і дано місце представництву національних меншостей, які цим правом не скористалися. Усього Рада мала 150 членів (планувалось: всього — 226, з них (пропорційно до відсотка від загальної кількості громадян) українці — 160, поляки — 33, євреї — 27, німці — 6).
19 жовтня 1918 року було проголошено Прокламацію Української Національної Ради, у якій йшлося про утворення Української держави на українських етнічних землях у складі Австро-Угорщини, необхідність підготовки Конституції, у якій визнавалось за національними меншинами, які мали обрати до УНР своїх представників, права́ на національно-культурну автономію.
31 жовтня 1918 року відбулось термінове засідання Ради, скликане після отримання інформації про відмову австрійського намісника Карла фон Гуйна передати владу її представникам та щодо прибуття до Львова 1 листопада Польської ліквідаційної комісії. Члени УНРади вирішили чекати розпорядження з Відня. Проти цього рішуче виступив Дмитро Вітовський, попереджаючи, що «…завтра українці можуть бути … безсилі проти польської переваги… як цієї ночі … не візьмемо Львова, то завтра його напевне візьмуть поляки.»
9 листопада 1918 УНРада затвердила Західноукраїнську Народну Республіку (ЗУНР).
Вона мала законодавчі й контрольні компетенції парламенту ЗУНР, перед нею відповідав уряд (Державний Секретаріат). Пленум УНРади обирав Виділ УНРади (найвища постійна влада в державі) та президента Ради; Виділ виконував права голови держави (затверджував уряд, здійснював право амністії й аболіції, призначав керівників вищих державних урядів, проголошував закони Ради); постанови схвалювалися більшістю.
За партійним складом до Виділу УНРади ввійшло 6 представників УНДП, 2 соціал-демократи та 2 радикали (Лев Бачинський та Гриць Дувірак), які мали змогу призначати керівників вищих державних органів, приймати закони та брати участь в затвердженні складу уряду, який було сформовано 4 лютого 1919 р. Новий уряд республіки очолив Сидір Голубович, який водночас став і секретарем фінансів, торгівлі й промислу.
Назовні Виділ репрезентував президент: першим був Кость Левицький, другим Євген Петрушевич.
13 листопада УНРада прийняла «Тимчасовий основний закон про державну самостійність українських земель бувшої австро-угорської монархії» — малу конституцію ЗУНР, яка проголосила утворення держави на етнічних українських землях Австро-Угорщини.
Перед переходом влади ЗУНР і УГА за Збруч Виділ УНРади та Державний Секретаріат спільною постановою 9 червня 1919 тимчасово передали свої конституційні повноваження президенту Є. Петрушевичеві, як «уповноваженому диктаторові», який мав всю повноту військової й цивільної виконавчої влади до скликання пленуму УНРади.